# Конопльов Анатолій Олександрович
Анатолій Олександрович Конопльов (нар. 12 липня 1943) — радянський футболіст та тренер, виступав на позиції захисника та півзахисника.

## Кар'єру гравця
Футбольну кар'єру розпочав у 1961 році в складі резервної команди харківського «Авангарду». Після цього перейшов до кіровоградської «Зірка» (К). У 1963 році був гравцем аматорського олександрійського «Шахтаря». Наступного року повернувся в «Зірку», в складі якої виступав до 1966 року. Потім продовжував виступи на аматорському рівні. У 1973 році захищав кольори світловодського «Авангарду», по закінченні сезону завершив кар'єру гравця.

## Кар'єра тренера
По завершенні ігрової кар'єри розпочав тренерську діяльність. Спочатку працював у ДЮСШ «Трудові резерви» (Олександрія). У 1982 році був тренером дніпродзержинського Металурга, а 1984 року — олександрійського «Шахтаря». У 1985 році очолив охтирський «Нафтовик», яким керував до кінця року, а в 1986 році очолив вітебський «Витязь». У 1989 році повернувся до олександрійського «Шахтаря», де увійшов до тренерського штабу команди, а наступного року — став головним тренером.